# Saint-Germain-lès-Senailly
Saint-Germain-lès-Senailly és un municipi francès, situat al departament de la Costa d'Or i a la regió de Borgonya - Franc Comtat. L'any 2007 tenia 95 habitants.

## Demografia

### Població
El 2007 la població de fet de Saint-Germain-lès-Senailly era de 95 persones. Hi havia 40 famílies, de les quals 12 eren unipersonals (4 homes vivint sols i 8 dones vivint soles), 16 parelles sense fills i 12 parelles amb fills.
La població ha evolucionat segons el següent gràfic:
Habitants censats

### Habitatges
El 2007 hi havia 58 habitatges, 42 eren l'habitatge principal de la família, 10 eren segones residències i 7 estaven desocupats. 56 eren cases i 2 eren apartaments. Dels 42 habitatges principals, 38 estaven ocupats pels seus propietaris i 4 estaven llogats i ocupats pels llogaters; 4 tenien dues cambres, 7 en tenien tres, 11 en tenien quatre i 20 en tenien cinc o més. 27 habitatges disposaven pel capbaix d'una plaça de pàrquing. A 19 habitatges hi havia un automòbil i a 16 n'hi havia dos o més.

### Piràmide de població
La piràmide de població per edats i sexe el 2009 era:
| Homes | Edats   | Dones |
| ----- | ------- | ----- |
| 0     | 95 o +  | 0     |
| 0     | 90 a 94 | 0     |
| 0     | 85 a 89 | 0     |
| 0     | 80 a 84 | 0     |
| 4     | 75 a 79 | 0     |
| 4     | 70 a 74 | 4     |
| 4     | 65 a 69 | 0     |
| 0     | 60 a 64 | 4     |
| 8     | 55 a 59 | 0     |
| 0     | 50 a 54 | 8     |
| 4     | 45 a 49 | 0     |
| 8     | 40 a 44 | 4     |
| 4     | 35 a 39 | 8     |
| 4     | 30 a 34 | 12    |
| 0     | 25 a 29 | 0     |
| 4     | 20 a 24 | 0     |
| 8     | 15 a 19 | 16    |
| 16    | 10 a 14 | 4     |
| 8     | 5 a 9   | 4     |
| 8     | 0 a 4   | 0     |

## Economia
El 2007 la població en edat de treballar era de 56 persones, 39 eren actives i 17 eren inactives. De les 39 persones actives 35 estaven ocupades (19 homes i 16 dones) i 5 estaven aturades (5 dones i 5 dones). De les 17 persones inactives 11 estaven jubilades, 4 estaven estudiant i 2 estaven classificades com a «altres inactius».
Activitats econòmiques
Dels 2 establiments que hi havia el 2007, 1 era d'una empresa de comerç i reparació d'automòbils i 1 d'una empresa de serveis.
L'any 2000 a Saint-Germain-lès-Senailly hi havia 8 explotacions agrícoles que ocupaven un total de 635 hectàrees.

## Poblacions més properes
El següent diagrama mostra les poblacions més properes.